# 第23太陽周期

NASAによる第23及び24太陽周期の太陽黒点数の予測

第23太陽周期（だい23たいようしゅうき、Solar cycle 23）は、1755年に太陽黒点の記録が始まって以来、23回目の太陽活動周期である。1996年5月から2008年12月まで12.6年間続いた。この周期中の黒点の最大数は、120.8個（2000年3月）、最小数は1.7個であった。周期中、黒点が1つも見られなかったのは、805日間であった。
第23太陽周期で最初の大規模なオーロラは、2000年4月6日で、明るい赤色のオーロラがフロリダ州やヨーロッパ南部でも見られた。2000年7月14日、X5.7の太陽フレアによりコロナ質量放出が起こり、翌日にG5レベルの激しい磁気嵐を引き起こした。Bastille Day eventとして知られるこの磁気嵐はGPSシステムやいくつかの電力会社に損害を与えた。オーロラは、南方ではテキサス州まで見えた。また別の大規模なオーロラは、2001年4月1日に観測された。南方では、メキシコやヨーロッパ南部でも見られた。翌日には、X20級の非常に大きい太陽フレアが発生したが、爆風は地球の方向には来なかった。このフレアは、これまで記録された中で2番目に強力なものだった。
2003年10月末、一連の大きな太陽フレアが発生した。X17.2級のフレアは10月28日に放出され、フロリダ州やテキサス州でもオーロラが見え、翌日から2日間はG5レベルの磁気嵐が地球を襲った。その数日後の11月4日、これまで機械測定された中で最も大きな太陽フレアが発生した。当初はX28とされたが、後にX45級と訂正された。このフレアは地球の方向を向いていなかったため、高高度でのオーロラが出ただけだった。10月28日から11月4日にかけて発生した一連の出来事は、Halloween solar stormsとして知られる。他に非常に大きな太陽フレアが2005年9月7日(X17)、2001年4月15日(X14.4)、2003年10月29日(X10)に発生し、中高度でオーロラが見られた。
この周期中の大きな太陽フレアの一覧は、spaceweather.comのサイトで見ることができる。